# 胡山源
胡山源（1897年9月16日—1988年1月1日），原名胡三元，江苏江阴仓廪桥人，中国作家、文学翻译家。曾参与创立弥洒社。任职于上海师范大学中文系。

## 著作
主要作品有散文《睡》，长篇小说《散花寺》、《三年》、《龙女》、《罔两》，回忆录《坎坷的一生》、《文坛管窥》等。早年作品有短篇小说《虹》等；译作《莎士比亚译传》、《欧亨利短篇小说集》、《日本和日本人》等；编著《古今茶事》、《古今酒事》、《幽默笔记》、《小说综论》、《文艺综论》等。